# Монументаль Ісідро Ромеро Карбо
«Монументаль Ісідро Ромеро Карбо», офіційно «Монументаль Банко Пічінча» (ісп. Estadio Monumental Banco Pichincha; Monumental Isidro Romero Carbo), у минулому «Монументаль де Барселона» — домашній стадіон еквадорського клубу «Барселона» (Гуаякіль). Розташований у місті Гуаякіль і є найбільшим стадіоном країни (до реконструкції у 2008 році — і всієї Південної Америки).

## Історія
Першим стадіоном Барселони був стадіон «Джордж Кепвелл», який команда ділила з «Емелеком» за відсутності інших відповідних арен у місті. У 1959 році «Барселона» переїхала на «Модело». Але тут поле доводилося ділити з «Емелеком» і «Патрією».
Президент клубу Ісідро Ромеро Карбо довгі роки виношував ідею свого стадіону для «гранатово-синіх». Обговоривши проблему з мером Гуаякіля Хайме Неботом та президентом Еквадору Леоном Фебресом Кордеро (давніми вболівальниками «Барселони»), він розпочав будівництво у 1986 році. У результаті вийшов грандіозний об'єкт, який вміщував близько 90.000 глядачів. Сам стадіон був названий на честь Карбо.
Стадіон відкрито 27 грудня 1987 року. Перша гра на новому стадіоні була між командою «Барселона» з Гуаякіля та ФК «Барселона» з Іспанії. Іспанці перемогли з рахунком 1-0. На цій грі були присутні багато відомих південноамериканських футболістів, в тому числі триразовий чемпіон світу бразилець Пеле. Пеле порівняв стадіон зі знаменитим «Мараканою» в Ріо-де-Жанейро:.
|  | Se o Maracanã é o maior estádio do mundo, o Monumental é um dos mais belos. (Якщо Маракана - найбільший стадіон у світі, то Монументаль - один з найкрасивіших у світі) |

На стадіоні є золота табличка, присвячена цьому опису.
Після низки реконструкцій «Маракани» і зниження місткості легендарного бразильського стадіону, саме «Монументаль» у Гуаякілі у 2008 році став найбільшим стадіоном Південної Америки. Але того ж року розпочалася реконструкція самого Монументалю і станом на початок 2011 року місткість стадіону становить близько 60 тисяч.Двічі «Монументаль» приймав фінальні матчі Кубка Лібертадорес, однак, як у 1990, так і в 1998 році, «Барселона» поступалася своїм суперникам у фіналі.
Збірна Еквадору неодноразово проводила свої домашні матчі на цьому стадіоні — у рамках відбіркових матчів до чемпіонатів світу 1990, 1994, 1998 років.
1993 року на «Монументалі» пройшов фінал Кубка Америки, в якому збірна Аргентини завоювала свій 14-й титул чемпіонів континенту в протистоянні зі збірною Мексики (2-1).
2022 році приймав фінал Кубка Лібертадорес між командами «Фламенгу» та «Атлетіку Паранаенсі».

## Галерея

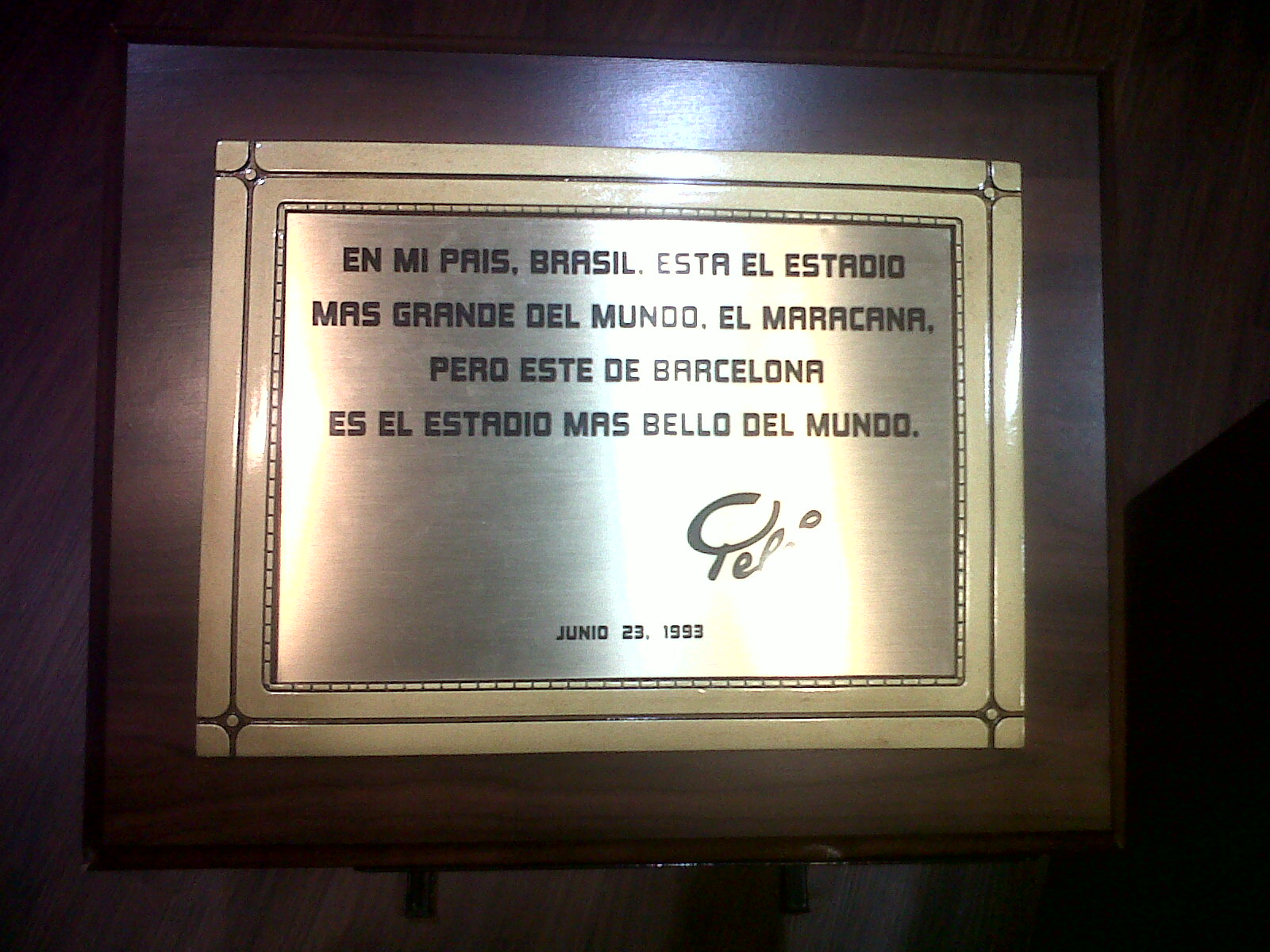
Табличка з цитатою Пеле
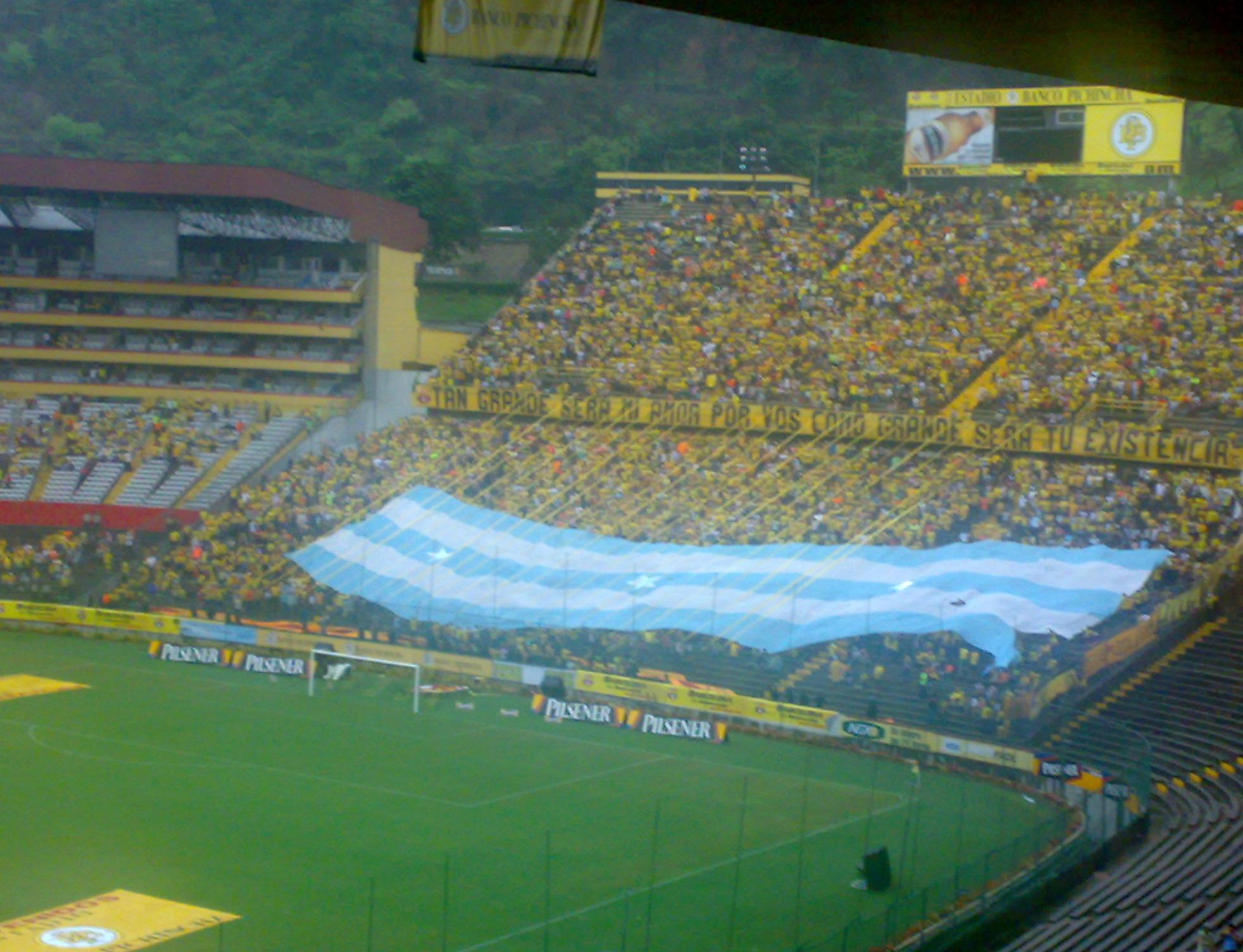
Естадіо Монументаль Банко Пічінча
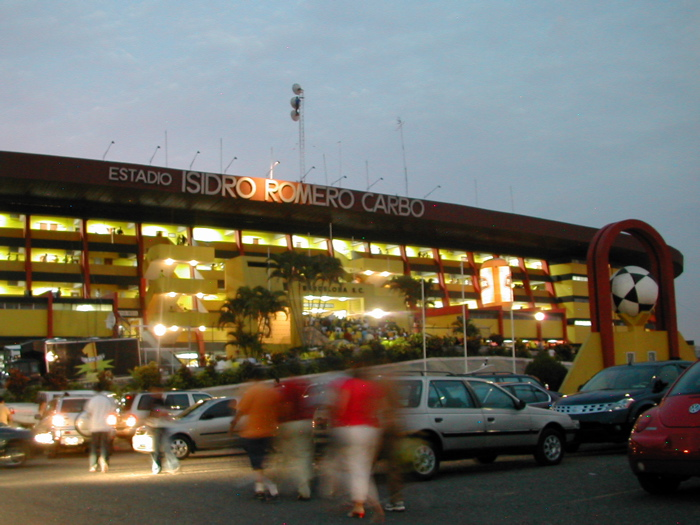
Фронтальний вигляд стадіону 2005 року